# Episema affinis
Episema affinis är en fjärilsart som beskrevs av Rothschild 1914. Episema affinis ingår i släktet Episema och familjen nattflyn. Inga underarter finns listade i Catalogue of Life.